# Mordellistena praesagita
Mordellistena praesagita es una especie de coleóptero de la familia Mordellidae.

## Distribución geográfica
Habita en Suecia.